# اختبار كارولين
اختبار كارولين عبارة عن صياغة للقانون الدولي العرفي تعود للقرن التاسع عشر، والذي أعادت محكمة نورمبرج التأكيد عليه عقب الحرب العالمية الثانية، وينص الاختبار على وجوب أن تكون الضرورة إلى القيام بالدفاع الاستباقي عن النفس «عاجلة وقاهرة بحيث لا تترك فرصة لاختيار الوسيلة أو وقتا للتشاور والتداول»، ويأخذ الاختبار اسمه من قضية كارولين.

## الخلفية التاريخية
في عام 1837، ثار مستوطنون في كندا العليا ضد حكومة الاحتلال البريطانية، واتخذت الولايات المتحدة موقفا محايدا من التمرد، إلا أن المتعاطفين من الأمريكيين ساعدوا الثوار بإمداد الرجال والمؤن التي كان يتم نقلها على متن باخرة تدعى كارولين. وفي رد فعل على هذا، تسللت قوة بريطانية ليلا من كندا إلى أراضي الولايات المتحدة، وقبضت على كارولين وأضرمت فيها النار وأسقطتها من فوق شلالات نياجرا، ولقي أمريكي واحد على الأقل مصرعه. وادعت بريطانيا أن هذا الهجوم كان دفاعا عن النفس، وفي خطابه إلى السفير البريطاني، قال وزير الخارجية الأمريكي دانيال وبستر أن مدعي الدفاع عن النفس يجب أن يظهر:

## المتطلبات
تشير المصطلحات «الدفاع الوقائي عن النفس» و«الدفاع الاستباقي عن النفس» و«الاستباقية» في العادة إلى حق الدولة في الهجوم أولا دفاعا عن النفس عندما تواجه هجوما وشيكا، ولتبرير هذا العمل، يقتضي اختبار كارولين متطلبين بارزين:
1. تتعين ضرورة استخدام القوة بسبب تهديد وشيك وبالتالي فإن السعي وراء بدائل سلمية لم يعد خيارا. (الضرورة)،
2. يتعين التناسب بين الرد والتهديد المواجه (التناسب).[4]

في صياغة وبستر الأصلية، يصف معيار الضرورة بأنها «عاجلة وقاهرة بحيث لا تترك فرصة لاختيار الوسيلة أو وقتا للتشاور والتداول»، وأصبح يشار فيما بعد إلى هذا بأنها «الضرورة العاجلة والقاهرة».

## الأهمية
كان مبدأ الدفاع عن النفس معترفا به قبل اختبار كارولين إلا أن أهمية الاختبار ترجع إلى أنه وضع معايير واضحة يتم على أساسها تحديد ما إذا كان هذا استخداما شرعيا لهذا الحق أم لا. وحاز الاختبار على قبول المملكة المتحدة ثم تم اعتماده كجزء من القانون الدولي العرفي.
يمنع القانون الدولي العرفي وميثاق الأمم المتحدة استخدام القوة أو التهديد بها عندما تأتي في إطار حرب وقائية تشن على أراضي أية دولة. وفي قضية لوتس، قررت محكمة العدل الدولية «أن القيد الأول والرئيسي الذي يفرضه القانون الدولي على الدولة - مسقطا وجود قاعدة الأسبقية لما هو عكس ذلك - هو عدم جواز ممارستها قوتها بأي شكل من الأشكال في أراضي دولة أخرى.» لقى اختبار كارولين الاعتراف والتصديق من قبل محكمة نورمبرج الذي تبنى نفس الكلمات المستخدمة في الاختبار عند الحكم في عزو ألمانيا للنرويج والدانمارك خلال الحرب العالمية الثانية.
يسمح باستخدام حق الدفاع عن النفس عند استيفاء الشروط التي أوردها القانون الدولي العرفي بخصوص الضرورة والتناسب. وتقر المادة 51 من ميثاق الأمم المتحدة بـ «الحق الطبيعي للدول، فرادى أو جماعات، في الدفاع عن النفس إذا اعتدت قوة مسلحة على أحد أعضاء الأمم المتحدة وذلك إلى أن يتخذ مجلس الأمن التدابير اللازمة لحفظ السلم والأمن الدوليين.» لذا يطبق اختبار كارولين في الحالات التي لا تكون فيها المادة 51 قاعدة مجيزة نظرا لاتخاذ العمل الدفاعي قبل وقوع الهجوم المسلح.

يعد اختبار كاورلين حتى يومنا هذا معيار القانون العرفي في تحديد شرعية التحرك دفاعا عن النفس. وفي عام 2008، كتب توماس نيكولز (Thomas Nichols): 
| اختبار كارولين | Thus the destruction of an insignificant ship in what one scholar has called a 'comic opera affair' in the early 19th century nonetheless led to the establishment of a principle of international life that would govern, at least in theory, the use of force for over 250 years. | اختبار كارولين |